# Incentro
In geometria, l'incentro (indicato anche come I e X(1) nell'ETC) di un poligono è il punto di incontro delle bisettrici.
Esso è dunque presente soltanto nei poligoni circoscrivibili, tra cui figurano in particolare tutti i poligoni regolari e tutti i triangoli. La distanza dell'incentro dai lati si chiama inraggio e la circonferenza centrata in esso è tangente ai lati del poligono e si chiama incerchio.

## Teoremi
L'incentro è equidistante da tutti i lati del triangolo
La distanza di un punto da un lato si misura lungo la perpendicolare che lo congiunge al lato stesso, in questo caso, essendo l'incentro il centro dell'incerchio, tale distanza coincide con il raggio di una  circonferenza tangente tutti lati del poligono, e data l'invariabilità del raggio in ogni punto della circonferenza, l'incentro è equidistante da ogni lato del poligono.
L'incentro è il punto comune di tutte le bisettrici interne del  poligono
Se la bisettrice può essere vista come il luogo dei punti equidistanti dai lati del proprio vertice, l'incentro, per il teorema precedente, non può che essere uno di tali punti, la sua particolarità, d'essere equidistante da ogni lato, lo farà, però, appartenere di diritto a ogni bisettrice interna del poligono e dunque ne sarà anche il punto comune. Da questo teorema ne discende facilmente che l'incentro deve per forza essere un punto sempre interno al perimetro del poligono, o non potrebbe più essere comune a tutte le bisettrici.
L'incentro di un triangolo divide ciascuna bisettrice in due segmenti che stanno fra loro come i lati del vertice alle rispettive porzioni evidenziate dalla stessa sul lato opposto
La lunghezza del raggio del cerchio inscritto al triangolo è uguale al rapporto tra l'area del triangolo e il semiperimetro
Questo teorema è facilmente dimostrabile dividendo il triangolo originale in tre triangoli con un vertice in comune nell'incentro {\displaystyle I,} l'area del triangolo è quindi equivalente alla somma delle aree dei tre sottotriangoli:
{\displaystyle A=A_{1}+A_{2}+A_{3}.}
Nei tre punti in cui il cerchio inscritto tocca il triangolo il raggio {\displaystyle r} è perpendicolare al lato ed è la distanza minore tra l'incentro {\displaystyle I} e il lato, questo significa che il raggio è l'altezza dei tre sottotriangoli le cui basi sono i lati del triangoli originali quindi:
{\displaystyle A_{1}={\frac {ar}{2}};A_{2}={\frac {br}{2}};A_{3}={\frac {cr}{2}};}
da cui, denotando con {\displaystyle s} il semiperimetro, segue che:
{\displaystyle A={\frac {ar}{2}}+{\frac {br}{2}}+{\frac {cr}{2}}=r\left({\frac {a+b+c}{2}}\right)=rs,}
e quindi
{\displaystyle r={\frac {A}{s}}.}

## Coordinate
Per un triangolo di vertici   {\displaystyle A=(x_{a},y_{a})}, {\displaystyle B=(x_{b},y_{b})}, {\displaystyle C=(x_{c},y_{c})} e lati {\displaystyle a={\overline {BC}}}, {\displaystyle b={\overline {AC}}}, {\displaystyle c={\overline {AB}}} abbiamo il centro della circonferenza nelle coordinate cartesiane in
{\displaystyle I=\left({\frac {ax_{a}+bx_{b}+cx_{c}}{a+b+c}};{\frac {ay_{a}+by_{b}+cy_{c}}{a+b+c}}\right).}

## Incentro di un poliedro

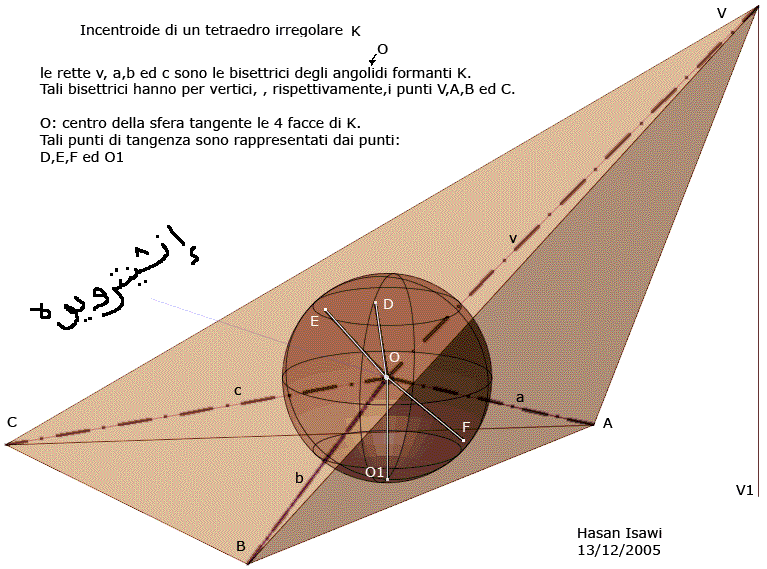
Incentroide di tetraedro irregolare.

In tre dimensioni l'incentro di un poliedro è il punto equidistante da tutte le facce del poliedro. Per questa sua caratteristica, l'incentro è anche il centro della sfera inscritta nel poliedro (cioè tangente a tutte le sue facce), nonché il punto d'intersezione dei piani bisettori di ogni angolo diedro determinato da una coppia di facce del poliedro.